# Joseph Rozier
Joseph Jean Marie Rozier (né le 5 juin 1924 à Murat-le-Quaire et mort le 11 juin 1994 à Poitiers) est un ecclésiastique français, évêque coadjuteur de Clermont-Ferrand, puis évêque de Poitiers.

## Biographie
Joseph Rozier est le fils Michel Rozier (1885-1950) et Marguerite Sauvat (1885-1967) mariés le 9 janvier 1911 à la Bourboule. Il poursuit ses études à l'institut catholique de Paris. Il est ordonné prêtre catholique en 1947, et complète ses études de licence en théologie à l'université grégorienne de Rome. Il devient en 1950 professeur à l'école Massillon de Clermont-Ferrand, puis il est directeur de l'enseignement religieux (1957-1966), vicaire général (1966-1971). Il devient en 1971 évêque titulaire de Maximiana-en-Numidie (de) et évêque auxiliaire de l'évêque de Clermont-Ferrand, Pierre de La Chanonie. Il est ensuite coadjuteur et, pour finir, évêque de Poitiers, poste qu'il conserva jusqu'à sa mort. Le diocèse compte alors une population de 725 950 habitants, dont près de 692 000 catholiques. C'est lui qui introduit le diaconat permanent pour le diocèse dès 1975.
Classé parmi les évêques « progressistes de gauche », il est célèbre pour ses prises de positions en faveur de la paix (il fait un voyage en URSS en 1987), de l'entente entre les religions ainsi que ses critiques envers le Front national et la guerre du Golfe. Favorable à l'immigration, il avait publiquement pris position contre le ministre de l'Intérieur Charles Pasqua.
Il est mort d'une maladie inconnue, sans doute d'origine virale, après un voyage au Brésil. Ses obsèques ont lieu en la cathédrale de Poitiers. C'est Albert Rouet, ancien évêque auxiliaire de Paris, nommé coadjuteur de Rozier en 1993, qui lui succède.
Il était président de Pax Christi, membre de la Commission sociale de l’épiscopat français où il a fait adopter des documents marquants sur le système de santé, contre la peine de mort, pour « de nouveaux modes de vie face à la crise » (1982), contre les nouvelles pauvretés (1984), le chômage ou les ventes d'armes, accompagnateur du CCFD (Comité catholique contre la faim et pour le développement) et collaborateur du journal La Croix (durant son épiscopat).